# Хрящ-молочник оливково-чорний
Хрящ-молочник оливково-чорний (Lactarius turpis (Weinm.) Fr., Lactarius necator (Bull. ex Fr.) Karst.) — гриб з родини сироїжкових (Russulaceae). 

## Назва
У різних джерелах фігурує під назвою Lactarius plumbeus. Місцева назва в Україні — рижок чорний, чорняк та груздь чорний.

## Будова
Шапинка 5–10(20) см у діаметрі, щільном'ясиста, увігнуто-розпростерта, оливково-коричнева, іноді оливково-чорнувата, до краю світліша, жовтувато, з більш-менш яскравими, темнішими концентричними зонами (молоді плодові тіла іноді жовтуваті), волокниста, гола, клейка. Пластинки вузькі, білуваті або жовтуваті, згодом брудно-жовті До коричнюватих, стиглі від дотику буріють. Спори 7,5–8,5×6–7 мкм. Ніжка 3–6(8)×1–2,5(3) см, щільна, кольору шапки або світліша, клейка. М'якуш білий, при розрізуванні на повітрі темніє, їдкуватий, зі слабким грибним запахом. Молочний сік білий або водянисто-безбарвний, на повітрі не змінюється, пекучо-їдкий.
Кольорові хімічні реакції: потемнілий на повітрі м'якуш знебарвлюється від дії лугів.

## Поширення та середовище існування
В Україні поширений на Поліссі та в лісостепу. Росте в листяних (під березою) і мішаних з березою лісах. Збирають у липні — листопаді. 

## Практичне використання

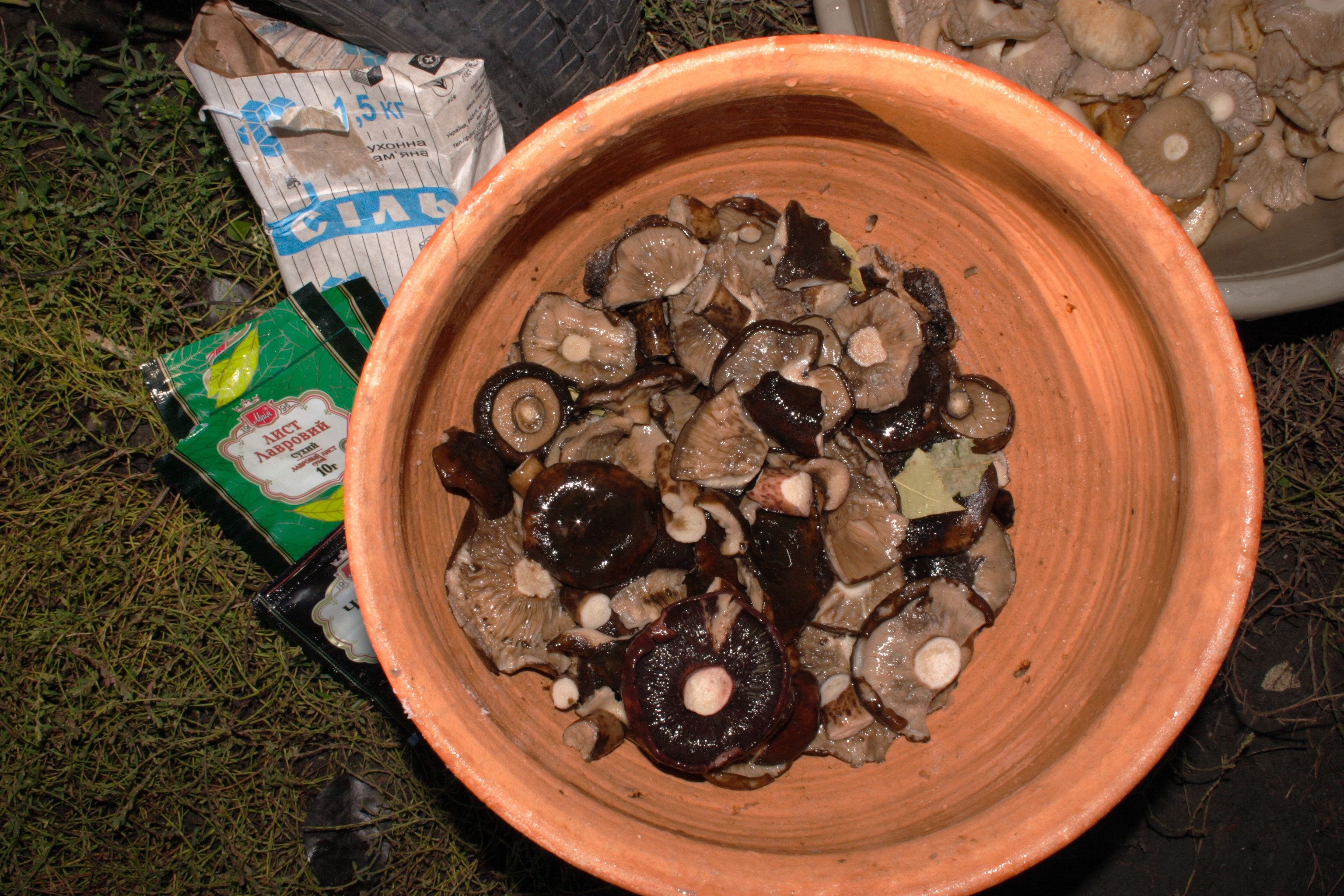
Засолювання оливково-чорного хряща-молочника

Умовно-їстівний гриб. Використовують свіжим, про запас засолюють після відварювання (відвар вилити) або кількаденного вимочування. Вважається одним з найкращих для засолювання.
Втім, в багатьох країнах Західної Європи його відносять до неїстівних або отруйних грибів, оскільки за останніми дослідженнями виявлено, що деякі мутагени повністю не руйнуються кип'ятінням і частково залишаються в грибах.